# Ley general sobre fármacos (México)
La reglamentación de medicamentos en México está reglamentada por múltiples legislaciones, entre las cuales se encuentra la 'Ley General de Salud, el Reglamento de insumos para la salud, múltiples Normas mexicanas, y la Farmacopea de los Estados Unidos Mexicanos así como su Suplemento para establecimientos dedicados a la venta y suministro de medicamentos y demás insumos para la salud, con la última actualización a mayo 2025 siendo publicada en el Suplemento 2020.

## Clasificación de medicamentos

### Ley General de salud
La principal clasificación de medicamentos, con la mayor prioridad legal es dada por la Ley general de salud en su Título Décimo Segundo, Capítulo IV, artículos 224, 224 Bis, 224 Bis 1, 226, y 229. Junto con esto, da en los capítulos siguientes un listado de sustancias consideradas como estupefacientes y psicotrópicos independiente a su clasificación medicamentosa. 

#### Formas de preparación
- Magistrales: Cuando sean preparados conforme a la fórmula prescrita por un médico.

- Oficinales: Cuando la preparación se realice de acuerdo a las reglas de la farmacopea de los Estados Unidos Mexicanos.

- Especialidades farmacéuticas: Cuando sean preparados con fórmulas autorizadas por la Secretaría de Salud, en establecimientos de la industria químico-farmacéutica.

#### Por naturaleza
- Alopáticos: Toda substancia o mezcla de substancias de origen natural o sintético que tenga efecto terapéutico, preventivo o rehabilitatorio, que se presente en forma farmacéutica y se identifique como tal por su actividad farmacológica, características físicas, químicas y biológicas, y que se encuentre registrado en la Farmacopea de los Estados Unidos Mexicanos para medicamentos alopáticos.

- Homeopáticos: Toda substancia o mezcla de substancias de origen natural o sintético que tenga efecto terapéutico, preventivo o rehabilitatorio y que sea elaborado de acuerdo con los procedimientos de fabricación descritos en la Farmacopea Homeopática de los Estados Unidos Mexicanos, en las de otros países u otras fuentes de información científica nacional e internacional.

- Herbolarios: Los productos elaborados con material vegetal o algún derivado de este, cuyo ingrediente principal es la parte aérea o subterránea de una planta o extractos y tinturas, así como jugos, resinas, aceites grasos y esenciales, presentados en forma farmacéutica, cuya eficacia terapéutica y seguridad ha sido confirmada científicamente en la literatura nacional o internacional.

- Huérfanos: medicamentos que estén destinados a la prevención, diagnóstico o tratamiento de enfermedades raras reconocidas en el país o por organismos

internacionales de los cuales el Estado mexicano es parte, las cuales tienen una prevalencia de no más de 5 personas por cada 10,000 habitantes.
- Biotecnológico: toda sustancia que haya sido producida por biotecnología molecular, que tenga efecto terapéutico, preventivo o rehabilitatorio, que se presente en forma farmacéutica, que se identifique como tal por su actividad farmacológica y propiedades físicas, químicas y biológicas.

### Por venta y suministro al público
Los medicamentos son clasificados en 6 grupos o fracciones según los requisitos para su venta, siendo generalmente considerados los medicamentos de los grupos I a III como "Medicamentos controlados" debido a la obligación de retención y registro de la receta médica.
Grupo I: Medicamentos que solo pueden adquirirse con receta o permiso especial, expedido por la Secretaría de Salud.
Grupo II: Medicamentos que requieren para su adquisición receta médica que deberá retenerse en la farmacia que la surta y ser registrada en los libros de control que al efecto se lleven. El médico tratante podrá prescribir dos presentaciones del mismo producto como máximo, especificando su contenido. Esta prescripción tendrá vigencia de treinta días a partir de la fecha de elaboración de la misma.
Grupo III: Medicamentos que solamente pueden adquirirse con receta médica que se podrá surtir hasta tres veces, la cual debe sellarse y registrarse cada vez en los libros de control que al efecto se lleven.
Esta prescripción se deberá retener por el establecimiento que la surta en la tercera ocasión; el médico tratante determinará, el número de presentaciones del mismo producto y contenido de las mismas que se puedan adquirir en cada ocasión.
Grupo IV: Medicamentos que para adquirirse requieren receta médica, pero que pueden resurtirse tantas veces como lo indique el médico que prescriba.
Grupo V: Medicamentos sin receta, amarizados para su venta exclusivamente en farmacias.
Grupo VI: Medicamentos que para adquirirse no requieren receta médica y que pueden expenderse en otros establecimientos que no sean farmacias.

### Reglamento de Insumos para la salud
El reglamento de insumos para la salud suplementa a la ley general de salud con definiciones para los siguientes tipos de medicamentos:
- Medicamentos Vitamínicos: producto que en su composición contiene únicamente vitaminas o minerales como mono o polifármacos, solos o en asociación, indicados para prevenir o tratar padecimientos por insuficiencias de los mismos, cuya presentación es en forma farmacéutica con una dosis diaria máxima establecida en el artículo 62.

- Medicamentos Genéricos Intercambiables: Aquellos medicamentos con registro sanitario vigente que respecto del medicamento innovador o producto de referencia, tengan la misma sustancia activa y forma farmacéutica, con igual concentración o potencia, utilicen la misma vía de administración y con especificaciones farmacopeicas iguales o comparables, siendo necesario su equivalencia en perfiles de siolución o biodisponibilidad.

- Biofármaco: toda substancia que haya sido producida por biotecnología molecular, que tenga actividad farmacológica, que se identifique por sus propiedades físicas, químicas y biológicas, que reúna condiciones para ser empleada como principio activo de un medicamento o ingrediente de un medicamento. Estos podrán ser Proteína recombinante, Anticuerpo monoclonal, Ácido nucleico, y demás que determine la secretaría. [2]

## Requisitos de receta médica para venta o surtido
Para la venta de medicamentos de los grupos I, II, III, y IV, se establecen los siguientes requerimientos en el Suplemento para establecimientos dedicados a la venta y suministro de medicamentos y demás insumos para la salud

### Profesionales autorizados para prescribir medicamentos
La receta puede ser emitida por Médicos, Médicos homeópatas, Cirujanos Dentistas, Médicos Veterinarios. Los pasantes de servicio y licenciados en enfermería pueden prescribir ajustándose a las siguientes especificaciones:
I. Deben Contar con la cédula profesional o autorización provisional emitida por la autoridad educativa competente.
II. Pueden prescribir medicamentos en establecimientos para la atención médica en el que se presten servicios de atención primaria a la salud.
III. Solo pueden prescribir medicamentos que se encuentren incluidos en el Compendio nacional de Insumos para la Salud en los términos de dichos lineamientos 
IV. Deben utilizar el formato de receta institucional que para el efecto proporcione la institución en la que presten sus servicios. 

### Elementos que constituyen una receta
A. Datos del médico
- Nombre del profesional de la salud
- Nombre de la institución que expidió el título profesional, y en su caso la especialidad
- Cédula profesional o de autorización provisional
- Domicilio para la atención médica
- Firma autógrafa
- Número telefónico u otros datos cuando disponga de ellos

B. Fecha de expedición
A partir de este requisito se determina la vigencia de la receta, siendo 30 días para medicamentos del grupo II, 180 días para el grupo III, y el tiempo de tratamiento para medicamento antibiótico.
C. Datos del paciente
- Nombre Completo y sin abreviaturas.
- Fecha de nacimiento siendo inválido si sólo se especifica la edad del paciente.
- Domicilio, indispensable solo para medicamentos del grupo I.
- Diagnóstico, indispensable solo para medicamentos del grupo I.

D. Denominación genérica del medicamento y en su caso denominación distintiva.
```
En los casos en el que se especifique una denominación distintiva, solo se podrá surtir está siendo inválida la venta de medicamentos genéricos.
```

E. Presentación del medicamento
- Forma farmacéutica
- Número de tabletas, parches, mililitros, o demás por envase
- Concentración del medicamento por unidad

F. Dosis y vía de administración del medicamento, sin abreviaturas
G. Frecuencia y duración del tratamiento
H. Indicaciones completas y claras para la administración 